# Rónald Marín
Ronald Marín Duran (ur. 2 listopada 1962) – kostarykański piłkarz grający na pozycji obrońcy.

## Kariera
W 1990 roku Marín został powołany przez selekcjonera Velibora Milutinovicia do kadry Kostaryki na Mistrzostwa Świata we Włoszech. Tam był rezerwowym zawodnikiem i nie rozegrał żadnego spotkania. Był wówczas piłkarzem CS Herediano.